# Pseudosympycnus singularis
Pseudosympycnus singularis är en tvåvingeart som först beskrevs av Octave Parent 1934.  Pseudosympycnus singularis ingår i släktet Pseudosympycnus och familjen styltflugor.
Artens utbredningsområde är Colombia. Inga underarter finns listade i Catalogue of Life.